# Fortepiano

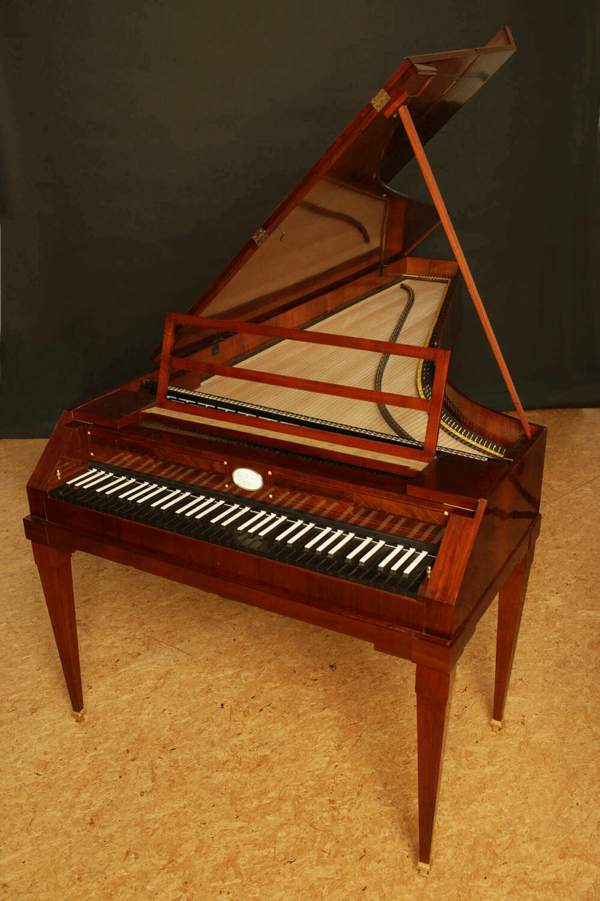
Cây đàn fortepiano do Paul McNulty chế tạo theo mẫu của Walter & Sohn, năm 1805

“Fortepiano” [ˌfɔrteˈpjaːno], hay còn gọi là “pianoforte” là những thuật ngữ được sử dụng để phân biệt đàn piano thế kỷ 18 và đầu hoặc giữa thế kỷ 19 với đàn piano hiện đại. Cái tên này có nguồn gốc từ mô tả năm 1711 của Scipione Maffei về cây đàn những năm 1700 của Bartolomeo Cristofori như một “gravicembalo col piano, e forte” (“cây đàn harpsichord với âm thanh mềm mại và to”). Nhạc cụ này trở nên phổ biến sau khi Gottfried Silbermann bắt đầu cho sản xuất đàn fortepianos ở Đức. Frederick Đại đế đã mua một vài cây đàn của Silbermann, và người chỉ huy dàn hợp xướng của ông là Carl Philipp Emanuel Bach đã chơi chúng.

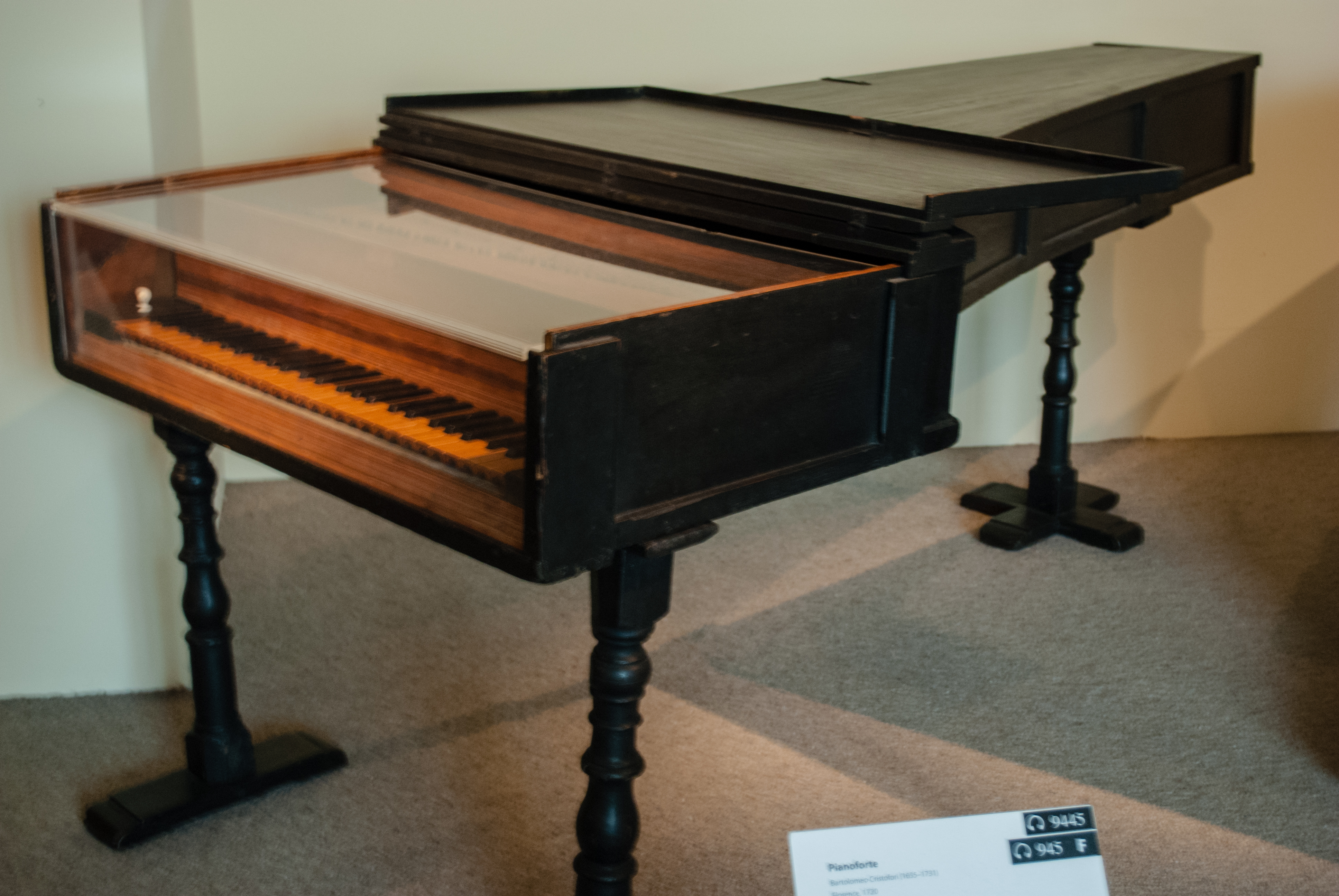
Một chiếc fortepiano năm 1720 do Cristofori chế tạo, được trưng bày tại Viện bảo tàng Mỹ thuật Metropolitan ở Thành phố New York

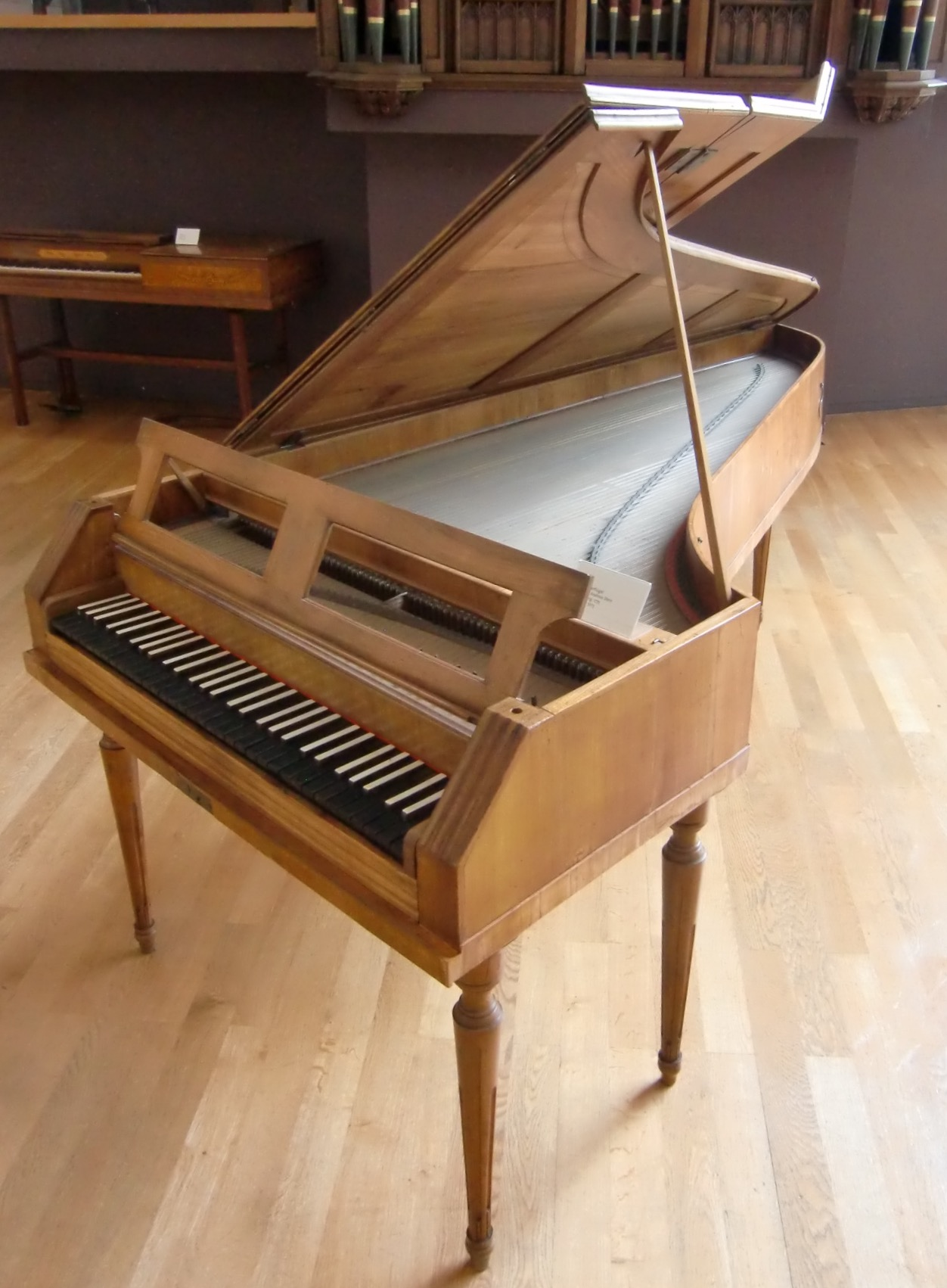
Đàn fortepiano do Johann Andreas Stein (Augsburg, 1775) - Berlin, Musikinstrumentenmuseum

Một trong những nhà chế tạo fortepiano nổi tiếng nhất là Johann Andreas Stein đến từ Augsburg, Đức. Trên những cây đàn của Stein đều có một bộ máy cơ gọi là “bộ máy cơ của thành Viên”, phổ biến trên đàn piano thành phố Viên cho đến giữa thế kỷ 19. Một nhà chế tạo piano nổi tiếng khác của Viên là Anton Walter. Cây đàn fortepiano Walter của nhà soạn nhạc Mozart hiện đang được trưng bày tại Bảo tàng Mozart ở Salzburg, Áo. Nhà soạn nhạc Haydn từng sở hữu một cây đàn piano Walter, và Beethoven cũng từng mong muốn mua một cây. Nhà chế tạo đàn piano thời kỳ đầu lãng mạn nổi tiếng nhất là Conrad Graf (1782–1851). Ông là người đã chế tạo ra cây đàn piano cuối cùng của Beethoven. Chopin, Mendelssohn và Schumann cũng đã từng chơi trên đàn của Graf. Riêng nhà soạn nhạc Johann Brahms lại ưa thích những cây đàn piano của Johann Baptist Streicher.
Những nhà chế tạo đàn piano nổi tiếng ở Anh quốc trong thời đại này là những bậc thầy như Johannes Zumpe, Robert Stodart và John Broodwood. Ở Pháp những nhà chế tạo piano nổi tiếng là Erard, Pleyel (nhà chế tạo yêu thích của Chopin) và Boisselot (nhà chế tạo yêu thích của Liszt).

## Sự lỗi thời và sự hồi sinh
Từ giữa thế kỷ 19, việc chế tạo đàn piano phát triển mạnh mẽ, đàn fortepiano được cải tiến và phát triển thành đàn piano hiện đại (xem Piano). Đến cuối thế kỷ 19, đàn fortepiano không còn được sản xuất nữa. Trong nửa sau của thế kỷ 20, các nhạc cụ thời xưa nhận được sự quan tâm lớn và được phục dựng lại, như đàn clavico và fortepiano. Một trong các nhà chế tạo fortepiano nổi tiếng thời kỳ hồi sinh của fortepiano vào thế kỷ 20 này là Philip Belt, Margaret F. Hood, Rodney Regier và Paul McNulty.

Việc phục dựng lại đàn fortepiano đã giúp hồi sinh các tác phẩm âm nhạc của thế kỷ 18 và đầu thế kỷ 19, mang lại những hiểu biết mới về âm nhạc thời kỳ này. Ngày càng có nhiều trường dạy nhạc bắt đầu mở các khóa học fortepiano. Một số cuộc thi fortepiano đã được tổ chức, bao gồm Cuộc thi MA ở Brugge và Cuộc thi Chopin Quốc tế trên các nhạc cụ thời Chopin, do Viện Chopin Warsaw tổ chức.

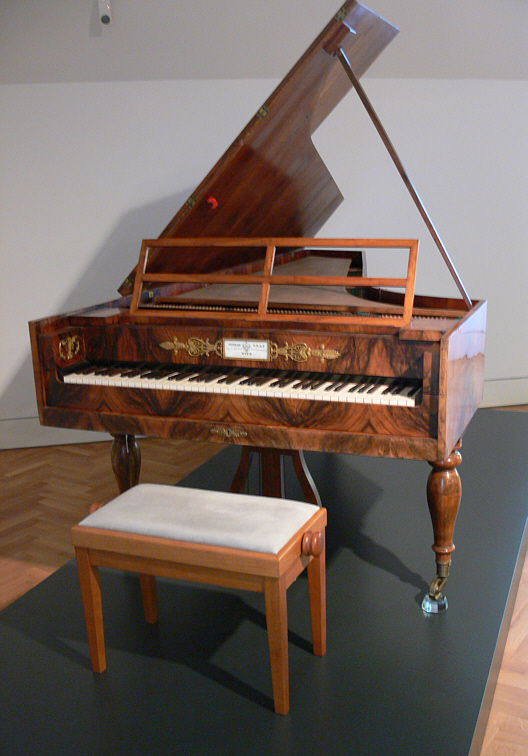
Đàn fortepiano do Conrad Graf chế tạo, đang được trưng bày tại Bảo tàng Reiss-Engelhorn, Mannheim

## Chuyên gia đàn fortepiano hiện đại
Một số nghệ sĩ chơi đàn clavico và nghệ sĩ dương cầm hiện đại đã đạt được thành tích xuất sắc khi biểu diễn trên đàn fortepiano như Susan Alexander-Max, Paul Badura-Skoda, Malcolm Bilson, Hendrik Bouman, Ronald Brautigam, David Breitman, Wolfgang Brunner, Gary Cooper, Jörg Demus, Ursula Dütschler. Richard Egarr, Richard Fuller, Tuija Hakkila, Christoph Hammer, Robert Hill, Knut Jacques, Jenny Soonjin Kim, Piet Kuijken, Geoffrey Lancaster, Gustav Leonhardt, Trudelies Leonhardt, Morgane Le Corre, Robert Levin, Alexei Lubimov, Steven Lubin, Yury Martynov, Zvi Meniker, Bart van Oort, Trevor Pinnock, David Schrader, Viviana Sofronitsky, Andreas Staier, Melvyn Tan, Jos van Immerseel, Andras Schiff, Kristian Bezuidenhout, song tấu Katie và Marielle Labeque, Vladimir Feltsman và Olga Pashchenko.

## Các liên kết bên ngoài
- 10-minute video crash course introduction to the Viennese 5-octave fortepiano
- Photo and discussion of the action of Viennese fortepianos
- One of Arnold Dolmetsch's late 19th century fortepianos
- Image and discussion of 1795 Dulcken fortepiano
- Images of fortepianos in the Abell Gallery, National Music Museum, Vermillion, South Dakota
- The Pianofortes of Bartolomeo Cristofori, Heilbrunn Timeline of Art History, The Metropolitan Museum of Art
  - Các cây đàn piano lịch sử khác tại The Metropolitan Museum of Art
    - Piano by Conrad Graf, Vienna, 1838
    - Piano by Ferdinand Hofmann, Vienna, c. 1790
    - Piano by Johann Schmidt, Salzburg, c. 1790
    - Piano by Joseph Böhm, Vienna, c. 1820
- Fortepianos in the Museum of the University of Leipzig
- Cobbe Collection, UK
- fortepiano – photoarchive
- Modern fortepiano builder Paul McNulty website
- More information on early keyboard instruments
- Geelvinck Muziek Musea | Piano's met karakter, muziek met een verhaal - Bộ sưu tập Sweelinck tại Bảo tàng Geelvinck Hinlopen Huis ở Amsterdam: hơn 80 cây đàn piano lịch sử
- Radbon Fortepiano Collection c. 1760 to 1860
- John A. Rice, "Stein's 'Favorite Instrument': A Vis-à-vis Piano-Harpsichord in Naples"